# Paskha

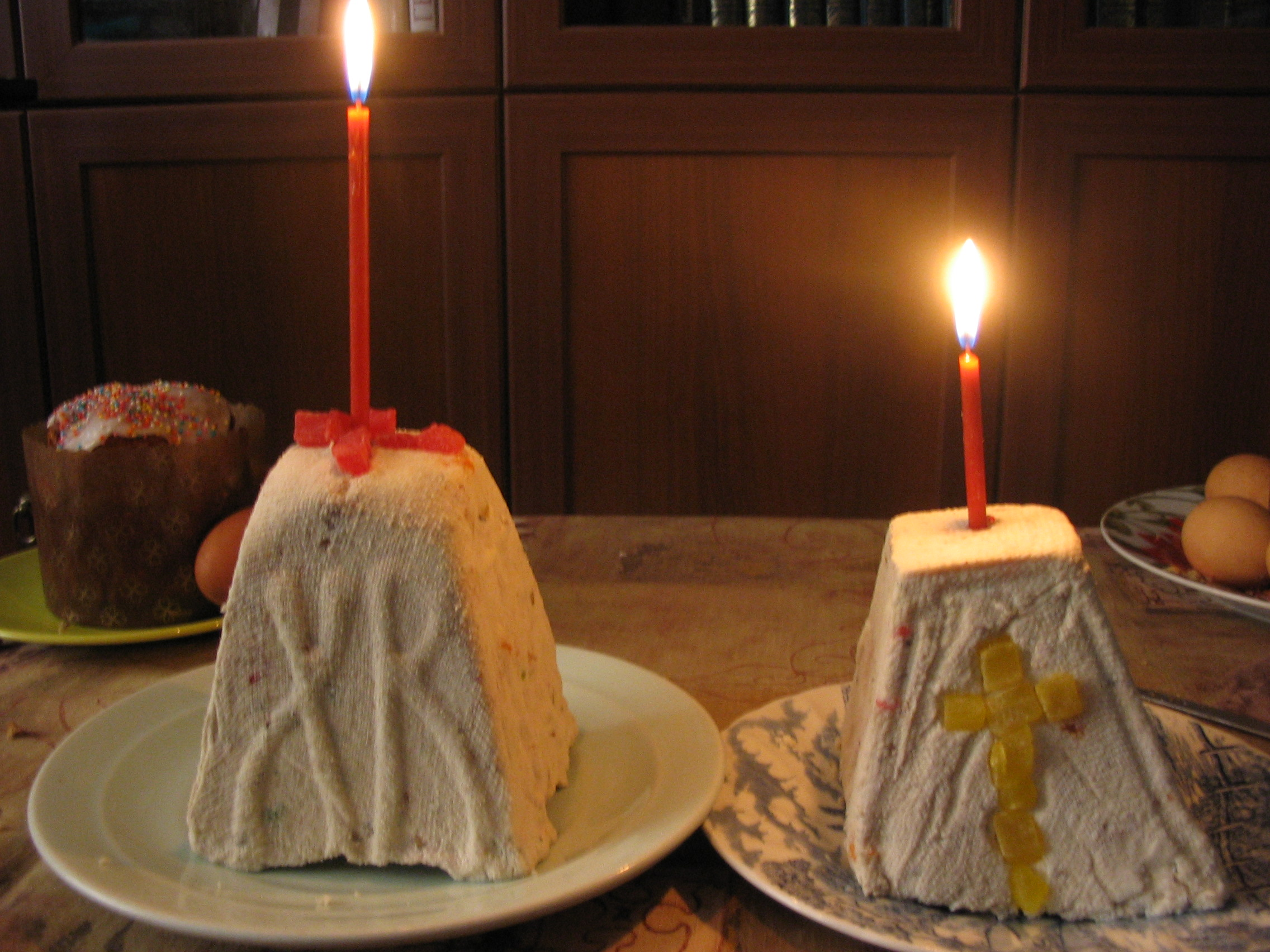
Paskha.

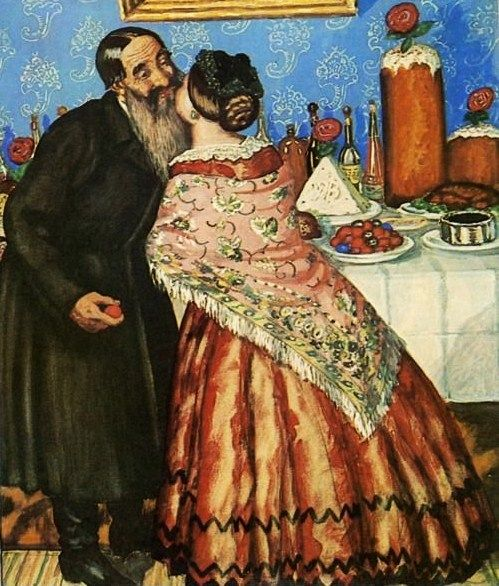
Couple échangeant le triple baiser de Pâques (tableau de 1912 de Boris Kustodiev). On remarque sur la table des koulitch, une paskha blanche et des œufs de Pâques peints.

La paskha (en russe : пасха, « Pâques » ), ou gâteau au fromage blanc, est un dessert de Pâques traditionnel dans la religion orthodoxe, en particulier en Russie. Elle est confectionnée avec certains aliments (œufs, laitages) interdits pendant le jeûne du Grand Carême.
En forme de pyramide tronquée (symbole de l'Église et du tombeau du Christ), elle est généralement confectionnée dans un moule en bois, en métal ou en plastique (пасочница, pasotchnitsa), démontable pour en faciliter l'entretien. Elle est souvent décorée des lettres ХВ, pour Христосъ Воскресе : « Le Christ est ressuscité ! »

## Préparation
La paskha est confectionnée avec du tvorog (fromage blanc pressé). On y rajoute généralement du beurre, des œufs, de la crème aigre, des raisins secs, des amandes, de la vanille, des épices et des fruits confits.
Elle peut être mangée crue ou cuite.
Crue, elle est faite à partir de lait caillé brut. Les autres ingrédients sont mélangés à température ordinaire. Comme le lait caillé cru ne se conserve pas longtemps, ces paskha sont plus petites.
Cuite, le tvorog est d'abord pressé pour en éliminer le liquide, puis passé deux fois à travers une passoire pour en faire une masse homogène. Ensuite, on lui ajoute une crème aux œufs à laquelle on incorpore les divers ingrédients. Le mélange est chauffé, puis la casserole contenant le mélange est placée dans un récipient d'eau froide et rafraîchie progressivement.
Crue ou cuite, la préparation est placée dans un moule spécial (pasotchnitsa) et, protégé par un coton à fromage, pressée à l'aide d'un poids pour un bon égouttage. Après au moins douze heures dans un lieu frais (cave, réfrigérateur), mais pas congelée, la paskha est démoulée, mise sur un plat et décorée de fleurs, de noix ou de fruits confits.
Elle est placée dans un panier de Pâques avec d'autres plats festifs, notamment le koulitch et apportée à l'église orthodoxe pour être bénie le Samedi Saint, après la Vigile pascale.
Elle est consommée généralement avec le koulitch.

## Anecdote

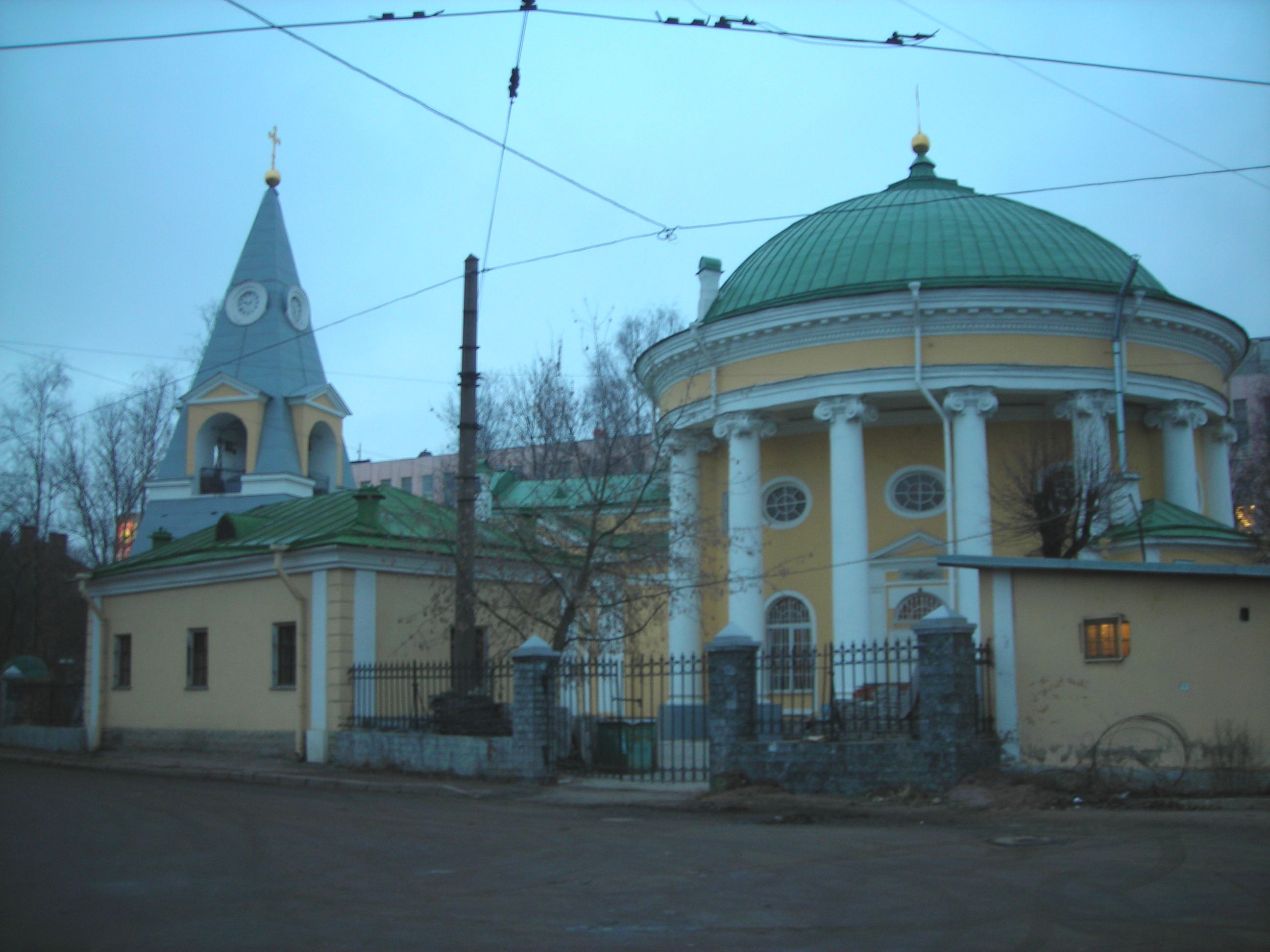
Église de la Sainte-Trinité « Koulitch et Paskha ».

Une des églises de Saint-Pétersbourg est surnommée « Koulitch et Paskha » car cette église, de la fin du XVIIIe siècle, a la forme d'un koulitch avec, à ses côtés, son clocher en forme de paskha.